# Tribunal Regional Eleitoral de Sergipe
O Tribunal Regional Eleitoral de Sergipe (TRE-SE) é a segunda instância do Poder judiciário, em sua competência eleitoral, no estado brasileiro de Sergipe.

## Histórico
O TRE-SE foi instalado em 30 de julho de 1932, tendo sido reinstalado no dia 28 de maio de 1945.

## Funcionamento
São órgãos da Justiça Eleitoral: o Tribunal Superior Eleitoral, os Tribunais Regionais Eleitorais, os Juízes Eleitorais e as Juntas Eleitorais, conforme o o art. 118 da Constituição Federal de 1988. A Constituição também determina, em seu art. 120, que haverá um Tribunal Regional Eleitoral na Capital de cada Estado e no Distrito Federal.